# Episodi di Call Me Fitz (seconda stagione)
La seconda stagione della serie televisiva Call Me Fitz è andata in onda in Canada sul canale HBO Canada dal 25 settembre all'11 dicembre 2011.
In Italia la stagione è trasmessa in prima visione dal 23 novembre 2011 sul canale Sky Uno. In chiaro va in onda su Cielo a notte fonda dall'8 febbraio al 27 febbraio 2013. 
| nº | Titolo originale                              | Titolo italiano                    | Prima TV Canada   | Prima TV Italia  |
| -- | --------------------------------------------- | ---------------------------------- | ----------------- | ---------------- |
| 1  | Ass Hickey                                    | La profezia                        | 25 settembre 2011 | 23 novembre 2011 |
| 2  | Fucking Memories                              | Maledetti ricordi                  | 25 settembre 2011 | 30 novembre 2011 |
| 3  | Don of the Differently Abled                  | Il boss dei disabili               | 2 ottobre 2011    | 7 dicembre 2011  |
| 4  | My Own Private OKA                            | Sangue Cherokee                    | 9 ottobre 2011    | 14 dicembre 2011 |
| 5  | Pubic Disturbance                             | Il testimonial                     | 16 ottobre 2011   | 21 dicembre 2011 |
| 6  | Bring Me the Feet of Dexter Laine             | Portatemi i piedi di Dexter Laine  | 23 ottobre 2011   | 28 dicembre 2011 |
| 7  | Dysfunctional Family Circus                   | Famiglia disfunzionale             | 30 ottobre 2011   | 4 gennaio 2012   |
| 8  | Heir of the Dog                               | Eredità                            | 6 novembre 2011   | 11 gennaio 2012  |
| 9  | Repo Wedding                                  | L'accusa                           | 13 novembre 2011  | 18 gennaio 2012  |
| 10 | How Do You Say Blowjob in Pennsylvania Dutch? | Gli Amish dicono parolacce?        | 20 novembre 2011  | 25 gennaio 2012  |
| 11 | Revel Without Applause                        | La leggenda                        | 27 novembre 2011  | 1º febbraio 2012 |
| 12 | Hell Hath No Drink Limit                      | Benvenuti al lounge inverno        | 4 dicembre 2011   | 8 febbraio 2012  |
| 13 | What the Fuck Is a Beaver Moon?               | Che diavolo è la luna del castoro? | 11 dicembre 2011  | 15 febbraio 2012 |